# Општина Ракитоаса (Бакау)
Ракитоаса (рум. Răchitoasa) општина је у Румунији у округу Бакау.
Општина се налази на надморској висини од 221 m.